# كلود هارمون
كلود هارمون (بالإنجليزية: Claude Harmon)‏ هو لاعب غولف أمريكي، ولد في 14 يوليو 1916 في سافانا في الولايات المتحدة، وتوفي في 23 يوليو 1989 في هيوستن في الولايات المتحدة.

## وصلات خارجية
- كلود هارمون على موقع إن إن دي بي (الإنجليزية)